# E404
E404 és el número d'una autopista belga projectada i inscrita als anys seixanta del segle xx a la xarxa de carreteres europees. L'E404 hauria hagut de connectar l'autopista E40 a Jabbeke amb el port de Zeebrugge i hauria tingut una longitud de més o menys 24 km amb una orientació de nord a sud.
El projecte va ser inscrit al pla d'urbanització regional de Flandes als anys setanta. Dos primers «viaductes fantomes» a Varsenare, un travessant el ferrocarril Bruges-Oostende i una carretera projectada però mai construïda, van ser construïts el 1976. Cap de les dues obres mai no van servir i l'octubre 2011 el primer pont va ser enderrocat. El segon, sobre la línia del ferrocarril, va seguir el gener de 2012. Es van recuperar quatre hectàrees de zona natural transformades en camps de canya.
Aquestes obres van ser catalogades al «Guia petit de les grans obres inútils» (Le petit guide des grands travaux inutiles) del periodista Jean-Claude Defossé.